# Louis Jean Desaix
Pour les articles homonymes, voir Desaix (homonymie) et Louis Desaix.
Ne doit pas être confondu avec Louis Charles Antoine Desaix.
Louis Jean Desaix est un militaire et homme politique français né en 1790 à Charbonnières-les-Varennes (Puy-de-Dôme), mort à Auxerre (Yonne) en 1845. Comme son oncle le général Louis Charles Antoine Desaix qui s'est illustré à la bataille de Marengo, Louis Jean Desaix est Chevalier de Veygoux.

## Biographie
Né au hameau de Veygoux (commune de Charbonnières-les-Varennes), le 8 janvier 1790, il est élevé au Prytanée de Saint-Cyr d'où il sort à l'âge de seize ans, en 1806, avec le grade de sous-lieutenant. Neveu du général Desaix, il est promu officier par faveur spéciale de Napoléon, sans passer par l'école militaire de Fontainebleau.
En 1807 et 1808, il participe aux campagnes de Prusse et de Pologne comme aide de camp de son oncle, le général Becker. Il est blessé à la bataille d'Heilsberg.
Il devient aide de camp du maréchal Suchet qu'il suit lors de la campagne d'Espagne où il se distingue aux sièges de Saragosse et de Tortose. Il est chargé de porter à Napoléon les drapeaux pris au siège de Tortose.
Grièvement blessé à la jambe au siège de Tarragone, il est décoré de la Légion d'honneur. Il fait la campagne de Russie (1812) en qualité d'aide de camp de Napoléon.
Il est nommé chef d'escadron durant la première Restauration en 1815 dans les gardes d'honneur. Au retour de l'île d'Elbe, après avoir dû signer un acte d'allégeance, il est nommé colonel et prend part à la bataille de Waterloo. La seconde Restauration le tient à l'écart, et il reprend du service actif en 1830 comme colonel des cuirassiers.
En 1831, le 6e collège électoral du Puy-de-Dôme  l'élit député . Il siège avec la majorité ministérielle. Il est promu au grade de maréchal de camp en 1835.
Il meurt à Auxerre, en activité de service, le 28 juillet 1845 .

### Vie familiale
Louis Jean est le fils aîné d'Amable des Aix, officier au régiment de Beauvoisis (1790) et de Marie-Thérèse de Neufville. Il épouse, en 1813, Marie Françoise Thabaud de Boislareine (1796-1821), fille de  Guillaume Tabaud-Bois-la-Reine (1755-1836), député à la Convention (Indre), baron Thabaud et de l'Empire. Ensemble, ils ont Eugène Louis, Claudine Pauline et Marie-Françoise Gabrielle dite Fanny.
Louis Jean prend pour seconde épouse Fanny Louise Perrin en 1825 avec laquelle il a un fils, Nicolas Louis Arthur (1830-1874), 2e baron des Aix (dit le comte des Aix). Nicolas Louis Arthur se marie  en 1855  avec Marie Alexandrine de Girardin (1830-1887).

## État de service
- Élève à l'École de Saint-Cyr
- Sous-lieutenant (1806)
- Promu officier sans passer par l'École militaire de Fontainebleau
- Aide de camp du général Becker
- Aide de camp du maréchal Suchet (1808-1812)
- Officier d'ordonnance de Napoléon Ier (1812-1814)
- Chef d'escadron dans les gardes d'honneur (première Restauration (1815)
- Colonel (Cent-Jours (1815))
- Colonel des cuirassiers (1830)
- Maréchal de camp (31 décembre 1835)
- Mis en en disponibilité (31 décembre 1835 - 31 mars 1838)
- Commandant du département de la Somme (31 mars 1838 - 20 juin 1838)
- Commandant de la 3e brigade de la division de cavalerie rassemblée à Lunéville (20 juin 1838 - 22 janvier 1839)
- Commandant de la 2e brigade de la division de cuirassiers du corps de rassemblement sur la frontière du Nord (22 janvier 1839 - 25 mai 1839)
- Commandant du département de la Somme (25 mai 1839 - 21 août 1839)
- Commandant du département de l'Yonne (21 août 1839 - 28 juillet 1845).

## Campagnes
- Campagne de Prusse (1806)
- Campagne de Pologne (1807) :
  - Bataille d'Heilsberg ;
- Campagne d'Espagne (1808-1812) :
  - Sièges de Saragosse, de Tortose, et de Tarragone
- Campagne de Russie (1812)
- Campagne d'Allemagne (1813) avec la Grande Armée
- Campagne de France (1814)
- Campagne des Cent-Jours (1815) :
  - Bataille de Waterloo.

## Blessures
- Blessé par un biscaïen à la bataille d'Heilsberg
- Grièvement blessé à la jambe au siège de Tarragone

## Décorations
- Légion d'honneur :
  - Légionnaire (10 mars 1809),
  - Officier (28 novembre 1813),
  - Commandeur de la Légion d'honneur (25 avril 1840).
- Ordre royal et militaire de Saint-Louis :
  - Chevalier de l'Ordre royal et militaire de Saint-Louis (22 août 1814).

## Titres
Il est fait baron Desaix de Veygoux et de l'Empire en 1812.

## Règlement d'armoiries
« Armes de la famille Des Aix sous l'Ancien Régime :  D'argent, à la bande de gueules, chargée de trois coquilles d'or. Cimier : un casque, supports : deux lions. »
« Armes du Baron Desaix de Veygoux et de l'Empire : Écartelé : au 1, d'argent, à la bande de gueules, chargée de trois coquilles d'argent (Des Aix) ; au 2, des Barons militaires de l'Empire ; au 3, d’argent au lion de gueules ; au 4, les pyramides, celle du milieu brochant sur les deux autres. »